# Gnathopalystes nigriventer
Gnathopalystes nigriventer is een spinnensoort in de taxonomische indeling van de jachtkrabspinnen (Sparassidae).
Het dier behoort tot het geslacht Gnathopalystes. De wetenschappelijke naam van de soort werd voor het eerst geldig gepubliceerd in 1910 door Wladislaus Kulczynski.